# Ingoldiella nutans
Ingoldiella nutans är en svampart som beskrevs av Bandoni & Marvanová 1989. Ingoldiella nutans ingår i släktet Ingoldiella och familjen Hydnaceae.   Inga underarter finns listade i Catalogue of Life.